# Paul Stirling
Paul Robert Stirling (* 3. September 1990 in Belfast, Vereinigtes Königreich) ist ein britischer Cricketspieler, der seit 2008 für die irische Nationalmannschaft spielt.

## Kindheit und Ausbildung
Stirling war Teil der irischen Vertretung beim ICC U19-Cricket-Weltmeisterschaft 2008 und 2010.

## Aktive Karriere

### Anfänge in der Nationalmannschaft
Schon mit 17 Jahren wurde Stirling in den Kader der Nationalmannschaft berufen, als Irland im März 2008 nach Bangladesch reiste. Sein Debüt in der Nationalmannschaft gab er im Juli 2008, als er in einem Drei-Nationen-Turnier in Schottland gegen Neuseeland sein ODI-Debüt absolvierte. Sein Twenty20-Debüt folgte ein Jahr darauf beim ICC World Twenty20 2009 gegen Pakistan. Sein erstes internationales Fifty (84 Runs) folgte im Juli 2009 gegen Kenia. Für die Saison 2010 wurde der von Middlesex für die nationale englische Cricket-Saison verpflichtet. Auch erhielt er als einer der ersten einen zentralen Vertrag vom irischen Verband. Er war daraufhin Teil des Kaders bei der ICC World Twenty20 2010, konnte dort jedoch nicht herausragen. In den West Indies gelang ihm kurz darauf ein Fifty über 51 Runs. Nach einem Fifty (87 Runs) gegen Kenia erreichte er gegen die Niederlande vier Wickets (4/11) als Bowler bei der ICC World Cricket League Division One 2010. Es folgte dann jeweils ein weiteres gegen Bangladesch (52 Runs) und die Niederlande (62 Runs) erzielen. Sein erstes Century folgte im September 2010 in Kanada als er 177 Runs aus 134 Bällen erzielte und als Spieler des Spiels ausgezeichnet wurde. Daraufhin reiste er weiter mit dem Team nach Simbabwe, wo ihm ein weiteres Fifty (52 Runs) gelang. Er wurde daraufhin für den Cricket World Cup 2011 nominiert, wo er gegen die Niederlande ein Century über 101 Runs aus 72 Bällen erzielte und als Spieler des Spiels ausgezeichnet wurde.
Zu Beginn des Sommers folgte dann ein Century über 109 Runs aus 107 Bällen gegen Pakistan. Im Juni 2011 folgte bei einem Drei-Nationen-Turnier in Schottland ein weiteres Century über 113 Runs aus 96 Bällen gegen Gastgeber. In Kenia erreichte er im Februar 2012 ein weiteres Twenty20-Fifty (65* Runs), für das er ausgezeichnet wurde. Beim ICC World Twenty20 Qualifier 2012 im März erreichte er Kanada (61* Runs) und Afghanistan (79 Runs) jeweils ein Fifty und wurde jeweils ausgezeichnet. Auch half er damit die Qualifikation für die Weltmeisterschaft zu sichern. In einer Twenty20-Serie gegen Bangladesch im Juli erreichte er drei wickets (3/21) als Bowler. Beim ICC World Twenty20 2012 konnte er dann nicht herausragen.

### Führungsfigur auf dem Weg zur Test-Nation
Im Mai 2013 kam Pakistan nach Irland, wobei ihm in der ODI-Serie ein Century über 103 Runs aus 107 Bällen gelang. Beim ICC Cricket World Cup Qualifier 2014 im November 2013 gelang ihm im Finale ein Fifty über 76 Runs gegen Afghanistan. Bei der Weltmeisterschaft selbst konnte er dann ein weiteres Fifty über 60 Runs gegen Simbabwe erzielen, wofür er als Spieler des Spiels ausgezeichnet wurde. Nachdem Irland die Qualifikation für den Cricket World Cup 2015 gelungen war, konnte er dort ein Half-Century über 92 Runs gegen die West Indies erreichen und wurde dafür beim Sieg abermals ausgezeichnet. Bei der ODI-Serie im Oktober 2015 in Simbabwe erzielte er zwei Fifties (72 und 50 Runs). Bei der ICC World Twenty20 2016 waren dann 29 Runs gegen den Oman seine beste Leistung. Bei einem Acht-Nationen-Turnier in den Vereinigten Arabischen Emiraten im Januar 2017 erreichte er im Halbfinale gegen Schottland ein Fifty über 60 Runs. Im März reiste er mit dem Team nach Indien und traf dort auf Afghanistan. Dort gelangen ihm neben vier Fifties (68, 95, 99 und 51 Runs) in den fünf ODIs im zweiten Spiel der Serie zusätzlich 6 Wickets für 55 Runs als Bowler, wofür er als Spieler der Serie ausgezeichnet wurde.
Im Dezember traf er mit dem Team in den Vereinigten Arabischen Emiraten erneut für eine ODI-Serie auf Afghanistan, wo er neben einem Fifty (82 Runs) ein Century über 101 Runs aus 97 Bällen erreichte, wo er den Seriensieg ermöglichte und abermals ausgezeichnet wurde. Nach einem Fifty (74 Runs) gegen Schottland bei einem Drei-Nationen-Turnier in den Vereinigten Arabischen Emiraten erreichte er beim ICC Cricket World Cup Qualifier 2018 in Simbabwe ein Century (126 Runs aus 117 Bällen) gegen die Vereinigten Arabischen Emiraten und ein weiteres Fifty (77 Runs) gegen Afghanistan. Nachdem Irland den Test-Status innerhalb des Weltverbandes erreicht hatte, gab er sein Test-Debüt im ersten irischen Test gegen Pakistan. Im Sommer erreichte er bei einem Drei-Nationen-Turnier in den Niederlanden zwei Half-Centuries (51 und 81 Runs) gegen Schottland. Im Februar 2019 erreichte er zunächst je ein Fifty gegen Oman (71 Runs) und Schottland (56 Runs) ein Fifty, bevor er bei einer Tour gegen Afghanistan zwei Fifties in den ODIs (89 und 70 Runs) und ein weiteres in den Twenty20s (91 runs) erzielte.

### Ernennung zum Vize-Kapitän
Der Sommer begann mit einem heimischen Drei-Nationen-Turnier, wo ihm gegen die West Indies ein Fifty über 77 Runs und gegen Bangladesch ein Century über 130 Runs aus 141 Bällen gelang. In einer sich daran anschließenden ODI-Serie gegen Afghanistan bei dem ihm zwei Fifties gelangen (71 und 50 Runs), ebenso wie im Juli in einer ODI-Serie gegen Simbabwe (57 und 52 Runs). In der zugehörigen Twenty20-Serie gegen Simbabwe folgte ein weiteres Fifty über 83* Runs. Im Oktober erreichte er bei einem Fünf-Nationen-Turnier im Oman gegen Nepal ein Fifty (59 Runs) und beim ICC Men’s T20 World Cup Qualifier 2019 gegen Hongkong (62 Runs), die Vereinigten Arabischen Emirate (72 Runs) und Jersey (58* Runs) je ein weiteres. Das Jahr 2020 begann mit je einem Fifty in den ODIs (63 Runs) und Twenty20s (95 Runs) in den West Indies. Da auf Grund des irischen Aufstiegs zum Vollmitglied des Weltverbandes Stirling nicht mehr als lokaler Spieler im englischen nationalen Cricket geführt wurde, verlor er seinen Platz für Middlesex. Daraufhin wechselte er zu Northamptonshire und wurde dort als Überseespieler geführt. Im März konnte er noch ein weiteres gegen Afghanistan erzielen, bevor es zu der Unterbrechung auf Grund der COVID-19-Pandemie kam.
Nach dieser wurde er zum Vize-Kapitän des irischen Teams ernannt und konnte in England im August 2020 ein Century über 142 Runs aus 128 Bällen erreichen, womit er für einen Sieg im dritten ODI der Serie sorgte. Bei seinem nächsten Einsatz im Nationalteam im Januar 2021 folgte ein weiteres Century (131* Runs aus 148 Bällen) gegen die Vereinigten Arabischen Emirate. Gegen Afghanistan folgten kurz darauf mit 128 Runs aus 132 Bällen und 118 Runs aus 119 Bällen zwei Centuries in den ODIs, wofür er als Spieler der Serie ausgezeichnet wurde. Im Sommer erreichte er zwei Fifties (69 und 52 Runs) in der ODI-Serie in den Niederlanden. Im September konnte er dann mit 115* Runs aus 75 Bällen ein Century in der Twenty20-Serie gegen Simbabwe erreichen. In den Vereinigten Arabischen Emiraten konnte er daraufhin ein weiteres Fifty (53 Runs) erreichen. Die beste Leistung beim ICC Men’s T20 World Cup 2021 waren dann 38 Runs gegen Namibia. Im Februar 2022 erreichte er dann wieder ein Fifty über 51 Runs bei einem Vier-Nationen-Turnier im Oman gegen den Gastgeber.

### Bis heute
Im Juli 2022 erreichte er in der ODI-Serie gegen Neuseeland ein Century über 120 Runs aus 103 Bällen. So wurde er wieder für den kader bei der ICC Men’s T20 World Cup 2022 nominiert, wo ihm ein Fifty über 66* Runs gegen die West Indies gelang. Im März 2023 erreichte er in der Twenty20-Serie in Bangladesch ein Fifty über 77 Runs im letzten Spiel der Serie, wo er dem Team zum ersten Sieg in dem Land verhalf. Ein weiteres Fifty (60 Runs) folgte in der zugehörigen ODI-Serie. Daraufhin reiste er mit dem Team nach Sri Lanka, wo er mit 103 Runs aus 181 Bällen sein erstes Test-Century erzielte. Im Juli erreichte er ein Fifty in einem Twenty20 gegen Dänemark. Nachdem Andrew Balbirnie vom Kapitänsamt zurückgetreten war, folgte Stirling diesem als solcher nach. Beim ICC Cricket World Cup Qualifier 2023 erreichte er erst ein Century über 162 runs aus 134 Bällen gegen die Vereinigten Arabischen Emirate und dann ein weiteres Fifty über 58 Runs gegen die Vereinigten Staaten. Im Februar 2024 traf er mit dem Team auf Afghanistan, wobei ihm je ein Fifty im Test (52 Runs) und in den ODIs (50 Runs) gelang.